# Brawlhalla
Brawlhalla es un videojuego gratuito de lucha desarrollado por Blue Mammoth Games y publicado por Ubisoft para Microsoft Windows, Xbox One, MacOS, Nintendo Switch, PlayStation 4 e incluyendo iOS y Android. El juego se mostró por primera vez en el PAX East en abril de 2014, y entró en alfa más tarde ese mismo mes. Se lanzó una versión beta abierta en noviembre de 2015, y el juego se lanzó en octubre de 2017 y para iOS y Android el 4 de agosto de 2020.

## Modos de juego
En todos los modos de juego de Brawlhalla, el objetivo es sacar al oponente del escenario, comparable a Super Smash Bros. Esto se puede hacer aplicando daño sobre ellos repetidamente. El daño se puede ver en la parte superior derecha de la pantalla a color alrededor del ícono de personaje del oponente, que va del blanco al rojo a medida que el jugador continúa siendo golpeado. Cuanto más cerca esté el color del rojo, más lejos caerá el jugador. Ser golpeado fuera del escenario dará como resultado que el jugador pierda un punto o vida de las que puede tener. El último jugador en pie (el que todavía tiene al menos una vida) o el jugador con más puntos gana la partida.
El juego es compatible con juegos locales y en línea. Los jugadores competitivos pueden competir uno contra uno para escalar posiciones en línea. También pueden encontrar un compañero para jugar contra otros dúos para aumentar su rango de colaboración. Brawlhalla también tiene varios modos casuales: Todos contra todos, Strikeout 1v1, Experimental 1v1, 2v2 amistoso y un nuevo modo único cada semana. Todos contra todos es un modo caótico en el que 4 jugadores se golpean entre ellos para ganar puntos. En Strikeout 1v1, los jugadores eligen 3 personajes que juegan una vida cada uno. Experimental 1v1 permite a los jugadores probar las características futuras entre sí. 2v2 Amistoso consiste de partidas 2 contra 2 en equipos, el equipo que tenga al último jugador con vida, gana. En cuanto a modos competitivos se encuentran también el modo Ranked tanto 1v1 como 2v2 y 3v3 (Que cambia la modalidad de juego, ya que los jugadores jugarán por turnos de 1 por 1 hasta que solo quede un equipo en pie) que se basan en un sistema de ELO que divide a los jugadores en los rangos: Estaño(720-909), Bronce(910-1129), Plata(1130-1389), Oro(1390-1679), Platino(1680-1999), Diamante(2000+) y Valhallan (top del servidor correspondiente). Los juegos personalizados se pueden alojar en línea y localmente, admiten hasta 8 jugadores por partido, mapas experimentales y cambios de región. Puedes unirte a grupos de tus amigos mediante un código de 6 dígitos que irá cambiando dependiendo de la sala que creas, o, también puedes unirte a la sala mediante un clan, los cuales permiten asignarle rangos diferentes a sus miembros. Los clanes tienen su propio nivel y ganan experiencia cuando sus miembros juegan partidas. Para crear un clan se necesita su cuenta nivel 15 o más y solo están disponibles para los usuarios de ordenador.
Brawlhalla presenta controles más simples y movimientos especiales de un botón. Esto permite que los nuevos jugadores retomen el juego rápidamente. Los controles incluyen teclas de movimiento y botones para atacar, realizar movimientos especiales, levantar o arrojar armas y esquivar. y también hay teclas o botones para hacer bailes que se consiguen en la tienda del juego. Las teclas se pueden recuperar para el teclado y una gran variedad de controladores.
Los jugadores pueden moverse corriendo a la izquierda, a la derecha y saltando. Los jugadores pueden realizar hasta 2 esquivas consecutivas rápidas, ya sea de costado o verticalmente. También es posible esquivar justo después de un ataque para mantener la presión sobre el oponente. Una vez en el aire, el jugador tiene la opción de realizar cualquier combinación de: tres saltos, una esquiva aérea direccional, un movimiento a tierra en el aire mediante el uso de una "cancelación de gravedad" y una "caída rápida". También es posible aferrarse a los lados de los escenarios, similar al estilo en Mega Man.
Durante una partida, las armas y accesorios (bombas, minas, bolas con pinchos) que caen al escenario de manera aleatoria y pueden ser recogidas por los jugadores. Todos los personajes de Brawlhalla pueden usar 2 armas de 15 para luchar entre sí. Las armas incluyen: Pistolas, Katars, Lanza Cohete, Espada, Lanza, Cañón, Hacha, Guantes, Martillo, Arco, Guadaña, Espadón, Orbe, Botas de Batalla y Chakram. 
Se asignan cuatro estadísticas a cada personaje: Fuerza, Destreza, Defensa y Velocidad. La combinación de estas estadísticas determina las fortalezas y debilidades de un personaje y afecta cómo se juega, y puede modificarse ligeramente en la selección de personajes.

## Personajes jugables
Brawlhalla tiene 66 personajes y se actualiza regularmente. Los personajes pueden usar dos armas especializadas, múltiples artilugios o sus puños (cada uno con sus respectivas estadísticas). Cada personaje también tiene posturas que les permiten cambiar ligeramente las estadísticas del personaje.
| Nombre     | Arma 1           | Arma 2        |
| ---------- | ---------------- | ------------- |
| Ada        | Pistolas         | Lanza         |
| Artemis    | Guadaña          | Lanza Cohete  |
| Asuri      | Cuchillas        | Espada        |
| Azoth      | Arco             | Hacha         |
| Barraza    | Hacha            | Pistolas      |
| Bödvar     | Martillo         | Espada        |
| Brynn      | Hacha            | Lanza         |
| Caspian    | Cuchillas        | Guanteletes   |
| Cassidy    | Pistolas         | Martillo      |
| Cross      | Pistolas         | Guanteletes   |
| Diana      | Pistolas         | Arco          |
| Dusk       | Lanza            | Orbe          |
| Ember      | Arco             | Cuchillas     |
| Fait       | Guadaña          | Orbe          |
| Gnash      | Martillo         | Lanza         |
| Hattori    | Espada           | Lanza         |
| Isaiah     | Cañón            | Pistolas      |
| Jhala      | Espada           | Hacha         |
| Jaeyun     | Espada           | Espada Grande |
| Jiro       | Espada           | Guadaña       |
| Kaya       | Lanza            | Arco          |
| Koji       | Arco             | Espada        |
| Kor        | Guanteletes      | Martillo      |
| Lord Vraxx | Lanza cohete     | Pistolas      |
| Lucien     | Cuchillas        | Pistolas      |
| Mirage     | Guadaña          | Lanza         |
| Mordex     | Guadaña          | Guanteletes   |
| Nix        | Guadaña          | Pistolas      |
| Orion      | Lanza cohete     | Lanza         |
| Queen Nai  | Lanza            | Cuchillas     |
| Ragnir     | Cuchillas        | Hacha         |
| Rayman     | Guanteletes      | Hacha         |
| Scarlet    | Martillo         | Lanza Cohete  |
| Sentinel   | Martillo         | Cuchillas     |
| Sidra      | Cañón            | Espada        |
| Sir Roland | Lanza Cohete     | Espada        |
| Teros      | Hacha            | Martillo      |
| Thatch     | Espada           | Pistolas      |
| Ulgrim     | Hacha            | Lanza Cohete  |
| Val        | Guanteletes      | Espada        |
| Wu Shang   | Guanteletes      | Lanza         |
| Xull       | Cañón            | Hacha         |
| Yumiko     | Martillo         | Arco          |
| Lin Fei    | Cuchillas        | Cañón         |
| Zariel     | Guanteletes      | Arco          |
| Thor       | Martillo         | Orbe          |
| Petra      | Guanteletes      | Orbe          |
| Vector     | Arco             | Lanza Cohete  |
| Volkov     | Guadaña          | Hacha         |
| Onyx       | Guanteletes      | Cañón         |
| Mako       | Cuchillas        | Espada Grande |
| Magyar     | Martillo         | Espada Grande |
| Reno       | Pistolas         | Orbe          |
| Munin      | Arco             | Guadaña       |
| Arcadia    | Lanza            | Espada Grande |
| Ezio       | Espada           | Orbe          |
| Tezca      | Botas de Batalla | Guanteletes   |
| Thea       | Botas de Batalla | Lanza Cohete  |
| Red Raptor | Botas de Batalla | Orbe          |
| Loki       | Cuchillas        | Guadaña       |
| Seven      | Lanza            | Cañón         |
| Vivi       | Botas de Batalla | Pistolas      |
| Imugi      | Hacha            | Espada Grande |
| King Zuva  | Botas de Batalla | Martillo      |
| Priya      | Chakram          | Espada        |
| Ransom     | Chakram          | Arco          |

## Crossovers
El juego cuenta con apariciones de algunos personajes famosos de películas, videojuegos y series de televisión mediante skins, refleja una habilidad de una leyenda ya existente, tales como:
| \| Franquicia \| Personajes \| Refleja las habilidades (Leyendas) \| \| ------------------ \| ----------------------------------------------------------------------------------------------------------------------------------------- \| --------------------------------------------------------- \| \| X:Ray and Vav \| - Mogar - The Mad King \| Gnash (Aspecto) Sir Roland (Aspecto) \| \| Rivals of Aether \| Ranno \| Wu Shang (Aspecto) \| \| Shovel Knight \| Shovel Knight King Knight Specter Knight Plegue Knight Black Knight Echantress \| Gnash Sir Roland Nix Caspian Orion Fait \| \| Rayman \| - Globox - Barbara \| Cassidy Brynn \| \| Hellboy \| - Hellboy - Gruagach - Daimio - Nimue \| Cross Teros Mordex Dusk \| \| WWE \| - The Rock - John Cena - Xavier Woods - Becky Lynch - Macho Man - The Undertaker - Asuka - Roman Reigns \| Sentinel Hattori Bödvar Gnash Ulgrim Thor Queen Nai Teros \| \| Hora de Aventura \| Finn Jake Dulce Princesa \| Jhala Kor Lord Vraxx \| \| Steven Universe \| - Stevonnie - Perla - Amatista - Garnet \| Val Kaya Xull Petra \| \| Tomb Raider \| Lara Croft \| Diana \| \| Ben 10 \| - Diamante - Cuatrobrazos - Fuego \| Caspian Kor Ada \| \| The Walking Dead \| Rick Michonne Negan Daryl Maggie \| Barraza Koji Jaeyun Ember Jhala \| \| Kung Fu Panda \| Po Tigresa Tai Lung \| Wu Shang Asuri Mordex \| \| Las Tortugas Ninja \| Raphael Michelangelo Donatello Leonardo \| Ragnir Val Mirage Jiro \| \| Street Fighter \| Ryu Ken Chun-Li Akuma M.Bison Sakura Dhalsim Luke \| Petra (2) Wu Shang Val Thor Lin Fei Rayman Cross \| \| G.I. Joe \| Snake Eyes Storm Shadow \| Thatch Koji \| \| Assassin's Creed \| Eivor \| Brynn \| \| Castlevania \| Simon Belmont Alucard \| Jhala Ezio \| \| Avatar \| Aang Zuko Toph \| Wu Shang Hattori Kor \| \| Halo \| The Master Chief The Arbiter \| Isaiah Sidra \| \| Tekken \| Yoshimitsu Devil Jin Nina Williams \| Jiro Zariel Lucien \| \| Bob Esponja \| Bob Esponja Patricio Arenita \| Rayman Teros Cassidy \| \| Star Wars \| Darth Vader Anakin Skywalker Ahsoka Tano Obi-Wan Kenobi Darth Maul Han Solo Chewbacca Kay y Nix Mandalorian y Baby Yoda General Grieavous \| Ezio (2) Asuri Val Hattori Cross Thatch Isaiah Ada Mako \| \| Vault Hunters \| Tiny Tina Krieg Lilith \| Scarlet Barraza Reno \| \| Mega Man \| Mega Man \| Vivi \| \| Destiny 2 \| Warlock Titan Hunter \| Lord Vraxx Onyx Lucien \| | |                                                           |
| Franquicia | Personajes | Refleja las habilidades (Leyendas)                        |
| X:Ray and Vav | - Mogar - The Mad King | Gnash (Aspecto) Sir Roland (Aspecto)                      |
| Rivals of Aether | Ranno | Wu Shang (Aspecto)                                        |
| Shovel Knight | Shovel Knight King Knight Specter Knight Plegue Knight Black Knight Echantress                                                            | Gnash Sir Roland Nix Caspian Orion Fait                   |
| Rayman | - Globox - Barbara | Cassidy Brynn                                             |
| Hellboy | - Hellboy - Gruagach - Daimio - Nimue | Cross Teros Mordex Dusk                                   |
| WWE | - The Rock - John Cena - Xavier Woods - Becky Lynch - Macho Man - The Undertaker - Asuka - Roman Reigns                                   | Sentinel Hattori Bödvar Gnash Ulgrim Thor Queen Nai Teros |
| Hora de Aventura | Finn Jake Dulce Princesa | Jhala Kor Lord Vraxx                                      |
| Steven Universe | - Stevonnie - Perla - Amatista - Garnet                                                                                                   | Val Kaya Xull Petra                                       |
| Tomb Raider | Lara Croft | Diana                                                     |
| Ben 10 | - Diamante - Cuatrobrazos - Fuego | Caspian Kor Ada                                           |
| The Walking Dead | Rick Michonne Negan Daryl Maggie | Barraza Koji Jaeyun Ember Jhala                           |
| Kung Fu Panda | Po Tigresa Tai Lung | Wu Shang Asuri Mordex                                     |
| Las Tortugas Ninja | Raphael Michelangelo Donatello Leonardo                                                                                                   | Ragnir Val Mirage Jiro                                    |
| Street Fighter | Ryu Ken Chun-Li Akuma M.Bison Sakura Dhalsim Luke                                                                                         | Petra (2) Wu Shang Val Thor Lin Fei Rayman Cross          |
| G.I. Joe | Snake Eyes Storm Shadow | Thatch Koji                                               |
| Assassin's Creed | Eivor | Brynn                                                     |
| Castlevania | Simon Belmont Alucard | Jhala Ezio                                                |
| Avatar | Aang Zuko Toph | Wu Shang Hattori Kor                                      |
| Halo | The Master Chief The Arbiter | Isaiah Sidra                                              |
| Tekken | Yoshimitsu Devil Jin Nina Williams | Jiro Zariel Lucien                                        |
| Bob Esponja | Bob Esponja Patricio Arenita | Rayman Teros Cassidy                                      |
| Star Wars | Darth Vader Anakin Skywalker Ahsoka Tano Obi-Wan Kenobi Darth Maul Han Solo Chewbacca Kay y Nix Mandalorian y Baby Yoda General Grieavous | Ezio (2) Asuri Val Hattori Cross Thatch Isaiah Ada Mako   |
| Vault Hunters | Tiny Tina Krieg Lilith | Scarlet Barraza Reno                                      |
| Mega Man | Mega Man | Vivi                                                      |
| Destiny 2 | Warlock Titan Hunter | Lord Vraxx Onyx Lucien                                    |

## e-Sports
Brawlhalla cuenta con una escena competitiva bastante grande, con torneos tanto en línea como presenciales que constituyen circuitos anuales con premios en dólares. Brawlhalla ha estado presente en la fila de torneos de alto nivel, como las del Low Tier City, Combo Breaker, Shine y la serie de campeonatos de DreamHack, que en su edición de Atlanta, aloja el Campeonato Mundial de Brawlhalla (abreviado "BCX") desde 2016. En 2021 se premió un torneo por primera vez en la historia de Brawlhalla con un millón de dólares.